# Davidiella populorum
Davidiella populorum är en svampart som först beskrevs av G.E. Thomps., och fick sitt nu gällande namn av Aptroot 2006. Davidiella populorum ingår i släktet Davidiella och familjen Davidiellaceae.   Inga underarter finns listade i Catalogue of Life.